# Njuja
La Njuja (in russo Нюя?) è un fiume della Siberia orientale (Sacha-Jacuzia), affluente di sinistra della Lena.
Nasce all'estremità sudoccidentale dell'Altopiano della Lena e ne percorre la sezione sudoccidentale in direzione mediamente ovest-est, con un corso grossolanamente parallelo a quello della Lena, a poche decine di chilometri di distanza; vi sfocia nei pressi del piccolo insediamento omonimo. I principali affluenti arrivano tutti dalla sinistra idrografica, dato che sulla destra idrografica lo spartiacque è molto vicino al letto; i maggiori sono Tympyčan, Chamaky, Ulachan-Murbajy (grande Murbajy), Oččuguj Murbajy (piccolo Murbajy), Betinče.
A parte l'insediamento alla foce, non incontra centri urbani di rilievo; è gelato, mediamente, da ottobre a maggio.